# 希亚佩塔
希亚佩塔是巴西南大河州的一个市镇。总面积396.483平方公里，总人口4078人，人口密度10.3人/平方公里。